# Suicidio de Jadin Bell
Jadin Robert Joseph Bell (4 de junio de 1997 - 3 de febrero de 2013) fue un joven estadounidense cuyo suicidio elevó el nivel de conocimiento en el país sobre el acoso juvenil y el acoso escolar homofóbico.  

## Biografía
Bell, un joven homosexual de 15 años, fue "intensamente acosado" tanto en persona como en las redes sociales porque era homosexual. Fue miembro del equipo de animadores de La Grande High School en La Grande, Oregon, donde era estudiante de segundo año. El 19 de enero de 2013, Bell se fue a una escuela primaria local y se ahorcó en la estructura del patio de juegos. No murió de inmediato por el estrangulamiento y fue llevado de urgencia al departamento de emergencias, donde lo mantuvieron con soporte vital. La Associated Press informó que un portavoz del Hospital OHSU en Portland anunció que después de ser retirado del soporte vital, Bell murió el 3 de febrero de 2013.
La muerte de Bell fue ampliamente difundida en los medios de comunicación, dando lugar a  discusiones sobre el acoso escolar, el efecto que tiene sobre los jóvenes y el acoso homosexual. The Huffington Post, Salon, Oregon Public Broadcasting, The Raw Story, GLAAD, PQ Monthly, Pink News  y muchos otros medios informaron sobre la muerte de Bell. Los medios explicaron que su suicidio se debió a ser intimidado por ser homosexual, lo que el padre de Bell creyó plenamente, afirmando: "Le dolía mucho. No solo hubo acoso en la escuela. También hubo otros problemas, pero en última instancia todo se debió a la intimidación, por no ser aceptado por ser homosexual".
Sobre la muerte de Bell, el activista LGBTQ de Oregón Alex Horsey declaró: "A veces, puede ser fácil enterarse por los medios de historias como la de Jadin ". . . pero cada historia (incluidas las que no aparecen en los medios de comunicación) tiene la misma importancia. . . Es desgarrador que la historia de Jadin se haya convertido en un recordatorio de las terribles consecuencias de la intimidación, en lugar de una historia de un joven superando la adversidad y una comunidad cambiando sus formas".

## Legado
Después de la muerte de Bell, su padre, Joe Bell, planeó llevar a cabo una carrera campo traviesa dedicada a su hijo. Planeaba correr cruzando todo Estados Unidos durante dos años, difundiendo la conciencia sobre el acoso y los efectos que puede tener. Bell renunció a su puesto en la empresa Boise Cascade y ayudó a lanzar Faces for Change, una fundación sin ánimo de lucro contra el acoso escolar, que se dedica a concienciar en las escuelas secundarias de los Estados Unidos. Dijo: "No hacer nada no es aceptable. [Los que miran y no hacen nada] son igual de culpables. Piensan que es aceptable".
Joe Bell fue atropellado mortalmente a mitad de su viaje por un camión en Colorado. El conductor del camión, Kenneth Raven, fue acusado de conducción imprudente y de que posiblemente se hubiera quedado dormido al volante. Joe había comenzado la marcha en abril de 2013 y fue atropellado el 6 de octubre, muriendo en un tramo de una carretera rural del condado de Cheyenne, a unas 20 millas al noroeste de Kit Carson.
Faces for Change creó un programa de becas en memoria de Jadin Bell "para otorgar premios a las instituciones académicas de nuestra área y a las personas que hayan demostrado un compromiso con la diversidad y el desarrollo de la tolerancia comunitaria".
Los cuerpos de Jadin y su padre Joe descansan en el Cementerio de Grandview en La Grande, Oregón.